# Michel Soutra
 (février 2024).
Si vous disposez d'ouvrages ou d'articles de référence ou si vous connaissez des sites web de qualité traitant du thème abordé ici, merci de compléter l'article en donnant les références utiles à sa vérifiabilité et en les liant à la section « Notes et références ».
Michel Soutra (Laval, 13 mai 1935 - Ivry-sur-Seine, 10 mai 2022) est un vitrailliste français installé en Mayenne.

## Biographie
Installé depuis plusieurs années à Cossé-le-Vivien, il a réalisé plus de 20 vitraux pour l'abbaye de Clermont, classée Monument Historique en Mayenne, une trentaine d'églises en France et une cathédrale au Japon (la cathédrale de Fukuoka), dans l'île de Kyūshū), ainsi qu'en 2005 à l'église Saint-Vénérand de Laval. Cette dernière réalisation pour un édifice classé Monument Historique a fait l'objet d'un appel d'offres.

## Technique du vitrail
Il exécute une œuvre devant ce grand vitrail installé sur un montage provisoire. Un travail accompli debout avec la lumière, élément essentiel du vitrail pour adoucir les couleurs. Une fois l'ensemble peint avec deux grisailles, à l'eau et à l'essence de térébenthine, les panneaux sont emportés à Angers chez le verrier Philippe Rollo, démontés, cuits à 600eC et remontés en plomb d'une manière définitive. Ce travail est aussi long à faire qu'une tapisserie car chaque pièce doit être numérotée.
Michel Soutra ne pratique pas de restauration de vitrail. Il s'intéresse principalement à la création du vitrail sur un thème donné et crée des vitraux complètement abstraits.

## Principaux travaux
- Il a décoré une cinquantaine d’églises, chapelles et maisons particulières de  ses vitraux et dalles de verre en Mayenne, Sarthe, Manche, Orne, Loire-Atlantique et à Suresnes (Hôpital Foch).
- Entreprend la réalisation de vitraux cisterciens à l’Abbaye de Clermont (Monument historique du XIIe siècle).
- Vitraux pour la cathèdrale de Fukuoka JAPON, 1985
- Réalise les vitraux de la Chapelle des Petites Sœurs de Saint Aignan sur Roe, 1990
- 2008, la mosaïste et peintre Mosca de Selva lui commande une création de deux vitraux pour l’oratoire Saint-Maurille, oratoire aux murs de mosaïque qu'elle crée dans la Faculté de Théologie d'Angers, à l'Université Catholique de l'Ouest. Le maître verrier y déconstruit le symbole de la croix chrétienne, en plaçant au soleil levant (à l'est) la verticalité de la croix, c'est-à-dire la divinité toute puissante, et au soleil couchant (à l'ouest) l'horizontalité, c'est-à-dire l'humanité, l'entrave.
- Verrière pour la Basilique d’Avesnières Laval
- Vitraux de l’Église Saint-Vénérand de Laval (Monument historique) 2004

## Principales expositions personnelles
- 1974 : Galerie Saint Séverin Paris
- 1981 : Galerie Guémard Angers
- 1991 : Galerie Méduane Laval
- 1993 : Le prieuré Olivet avec J.E FOUCHAULT
- 1996 : Musée de la ville de Mettmann Allemagne
- 1997 : Musée de la Perrine Laval
- 1998 : Galerie La Papessa Vienne Autriche
- 2002 : Le dépôt Matignon Paris
- 2009 : Galerie Daniel Besseiche Paris
- 2010 : Galerie Daniel Besseiche Paris

## Expositions de groupe
- 1973 : Hôtel de Sens Paris (Artisans et créateurs)
- 1983 : Musée du Luxembourg (Saint Thérèse d’AVILA dans l’art contemporain)
- 1984 : Musée de la Perrine Laval (Aux frontières du réel)
- 1992 : Sofia Bulgarie (Les amitiés Franco-Bulgares)
- 1990 : Comparaisons Paris (1990, 1992, 1995, 1998, 2001, 2006)
- 2000  : Biennale Art Sacré Vienne, Blaye, Rome